# 文峰街道 (南通市)
文峰街道，是中华人民共和国江苏省南通市崇川区下辖的一个乡镇级行政单位。

## 行政区划
文峰街道下辖以下地区：
厂北社区、新城小区社区、凤凰社区、天安社区、春晖社区、城南社区、五一社区、星光社区、星火社区、明星社区、三里墩社区和鲍家桥社区。